# Orodara (département)
Cet article concerne le département et la commune urbaine. Pour la ville chef-lieu, voir Orodara.
Orodara est un département et une commune urbaine de la province du Kénédougou, situé dans la région des Hauts-Bassins au Burkina Faso.
Au dernier recensement général de 2006, le département comptabilisait 31 632 habitants.

## Villes et villages
Le département et la commune urbaine d'Orodara est administrativement composé d'une ville chef-lieu, également chef-lieu de province (populations actualisées issues du recensement général de 2006) :
- Orodara, subdivisée en sept secteurs urbains (totalisant 23 356 habitants) :

- Secteur 1 (4 399 habitants)
- Secteur 2 (5 400 habitants)
- Secteur 3 (3 741 habitants)
- Secteur 4 (3 501 habitants)
- Secteur 5 (2 698 habitants)
- Secteur 6 (2 400 habitants)
- Secteur 7 (1 217 habitants)

et de six villages ruraux (totalisant 8 276 habitants) :
- Diéri (2 989 habitants)
- Diossogo (2 132 habitants)
- Kotoudéni (576 habitants)
- Lidara (507 habitants)
- Nialé (521 habitants)
- Tin (1 551 habitants)